# Fyns Amt
Fyns Amt byl dánský okres. Nacházel se na ostrovech Fyn, Langeland, Ærø a několika dalších menších ostrovech. Hlavní město bylo Odense.

## Města a obce
(počet obyvatel k 1. červnu 2005)
| - Assens (10 894) - Bogense (6 460) - Broby (6 375) - Egebjerg (8 849) - Ejby (10 149) - Fåborg (17 325) - Glamsbjerg (5 909) - Gudme (6 470) - Hårby (5 036) - Kerteminde (10 962) - Langeskov (6 403) - Marstal (3 175) - Middelfart (20 599) - Munkebo (5 732) - Nyborg (19 053) - Nørre Åby (5 549) | - Odense (185 861) - Otterup (11 003) - Ringe (11 201) - Rudkøbing (6 693) - Ryslinge (6 960) - Svendborg (43 140) - Sydlangeland (4 065) - Søndersø (11 274) - Tommerup (7 801) - Tranekær (3 477) - Ullerslev (5 138) - Vissenbjerg (6 124) - Ærøskøbing (3 696) - Ørbæk (6 918) - Årup (5 456) - Årslev (9 366) |